# Mary Had a Little Lamb (film 1912)
Mary Had a Little Lamb è un cortometraggio muto del 1912 di cui non si conoscer il regista.

## Produzione
Il film fu prodotto dalla Edison Company.

## Distribuzione
Distribuito dalla General Film Company, il film - un cortometraggio di 90 metri - uscì nelle sale cinematografiche degli Stati Uniti il 3 agosto 1912. Il 9 ottobre 1912, la pellicola uscì anche nel Regno Unito.
Nelle proiezioni, veniva programmato con il sistema dello split reel, accorpato in un'unica bobina con un altro cortometraggio prodotto dalla Edison, il documentario Ninth International Red Cross Conference, Washington, D.C., May 7-17, 1912.